# Європейська ініціатива стримування
Європейська ініціатива стримування (ЄІС), до 2017 року відома як Європейська ініціатива заспокоєння, — це програма, започаткована Білим домом у червні 2014 року, приблизно через три місяці після анексії Криму Російською Федерацією, з метою збільшення присутність США в Європі з метою безпеки.
Ініціатива збільшила асигнування з операції з 1 млрд доларів до 3,4 млрд доларів до 2017 р. У травні 2017 року президент США Дональд Трамп запропонував додати до асигнувань ще 1,4 млрд доларів (+40 %).
Операція "Атлантичний намір" охоплюється ініціативою.
У вересні 2019 року було оголошено про перенаправлення частини фінансування для продовження стіни кордону між США та Мексикою .